# Lophocolea horikawana
Lophocolea horikawana là một loài Rêu trong họ Lophocoleaceae. Loài này được S. Hatt. mô tả khoa học đầu tiên năm 1944.